# Piantagioni negli Stati Uniti meridionali

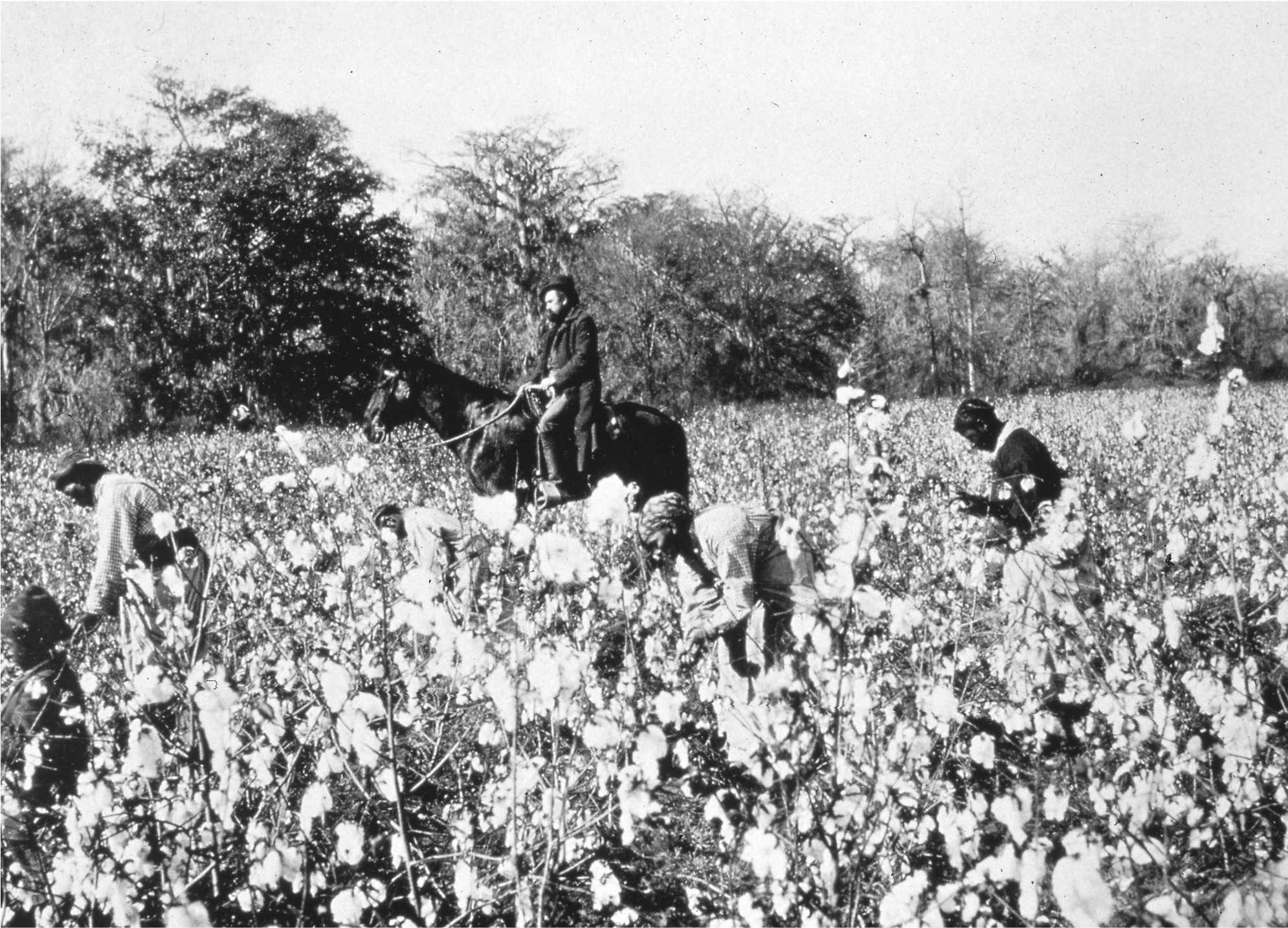
Uomini, donne e bambini lavorano sotto un supervisore in una piantagione di cotone intorno al 1850

Le piantagioni erano un aspetto importante della storia economica e sociale degli Stati Uniti meridionali, in particolare nel periodo prebellico della guerra civile americana. Il clima subtropicale, le molte piogge ed il suolo fertile degli Stati Uniti meridionali, infatti, avevano favorito il fiorire di vaste piantagioni con un gran numero di lavoratori, spesso schiavi africani importati per il lavoro forzato.

## Personale

### Proprietario della piantagione

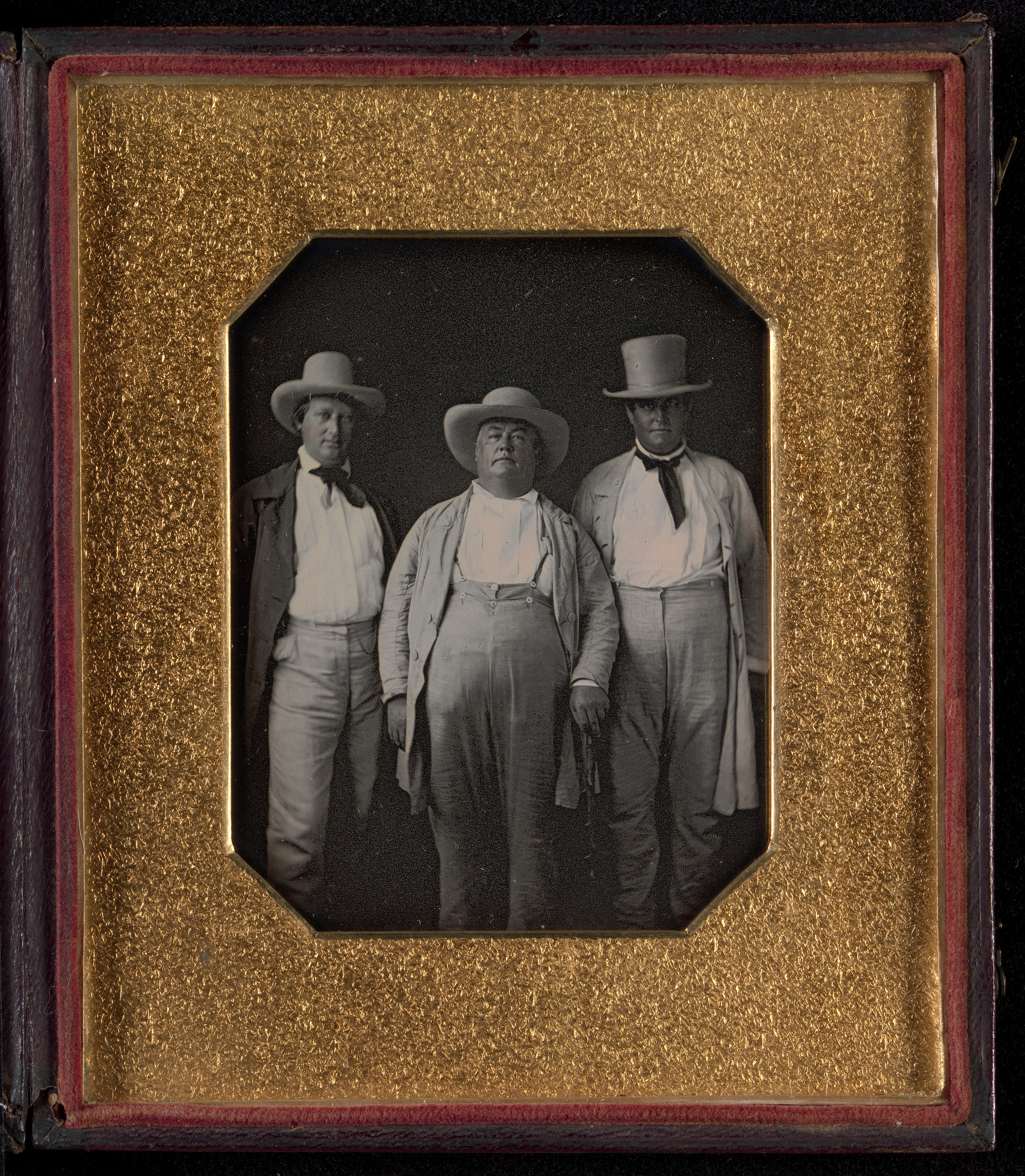
Tre planters, dagherrotipo successivo al 1845, The Metropolitan Museum of Art

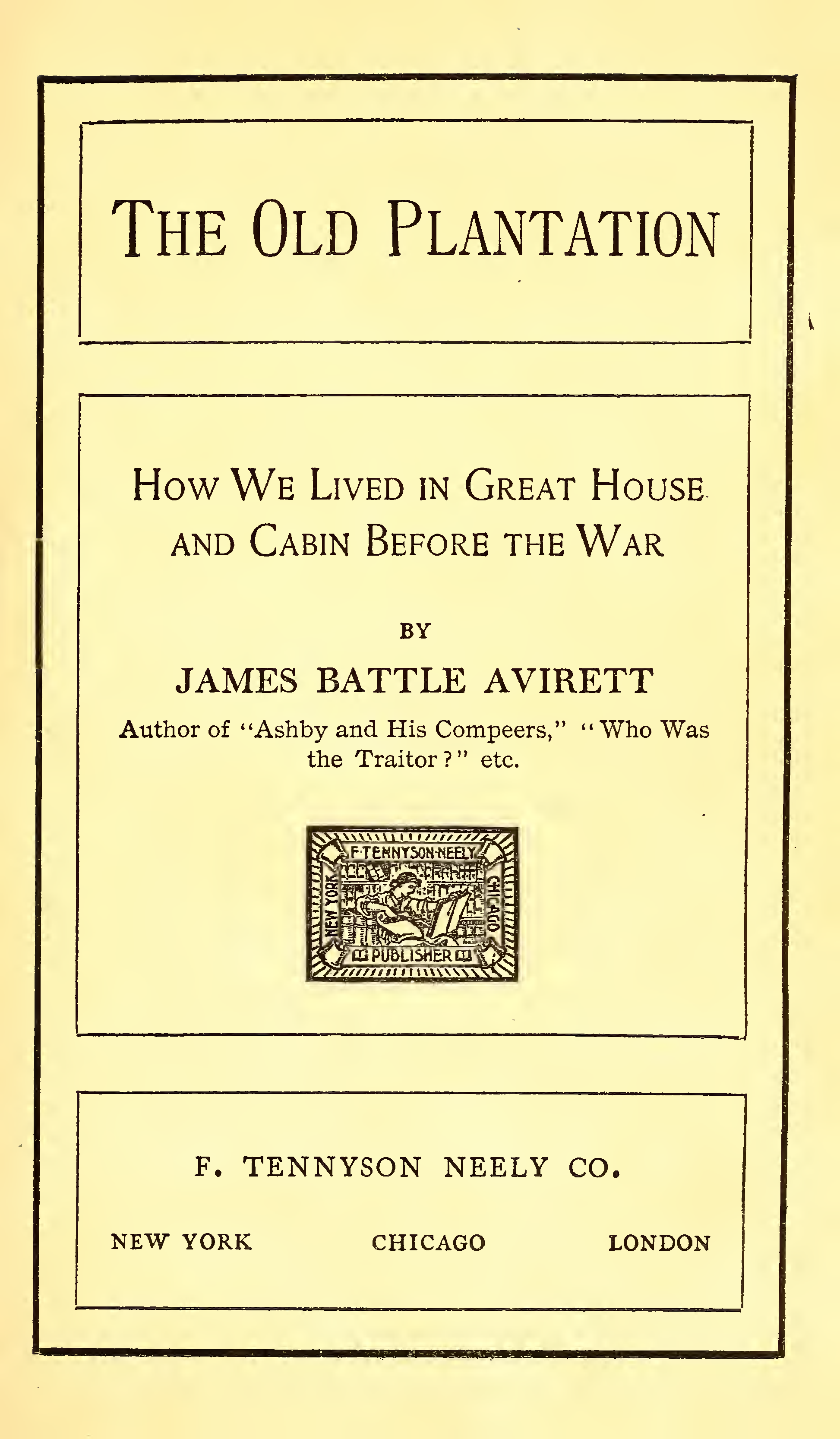
The Old Plantation: How We Lived in Great House and Cabin before the War del cappellano confederato e planter James Battle Avirett

Un individuo che era proprietario di una piantagione era noto col nome inglese di planter. Gli storici prima della guerra civile definiscono planter la persona che è proprietaria di una proprietà di almeno 20 schiavi o più. I planters più ricchi come l'élite della Virginia con piantagioni presso il James River, avevano più terra e schiavi di altri coltivatori. Il tabacco era il principale bene coltivato nell'Alto Sud (nelle originali colonie della baia di Chesapeake della Virginia e del Maryland, ed in parte de Le Caroline).
Il successivo sviluppo della coltivazione del cotone e dello zucchero nel Profondo Sud all'inizio del XVIII secolo portarono alla creazione di altre grandi piantagioni in quelle aree con centinaia di schiavi. La gran parte dei coltivatori del sud aveva all'epoca pochi schiavi o non ne aveva affatto. Gli schiavi costavano più della terra.
Nella "Black Belt" e nelle contee di Alabama e Mississippi, i termini di planter e farmer erano spesso sinonimi; un planter era solitamente un agricoltore che possedeva molti schiavi. A sud, dove come si è detto gli schiavi erano pochi o non vi erano affatto, abbondavano invece appunto i farmers cioè i coltivatori diretti. Parlando di planters spesso si può parlare di "élite dei planters" o "aristocrazia dei planters" nel periodo antebellico americano.
Gli storici Robert Fogel e Stanley Engerman definiscono come grandi planters coloro che detenevano più di 50 schiavi e medi planters quando ne avevano tra i 16 ed i 50. Lo storico David Williams, nella sua opera A People's History of the Civil War: Struggles for the Meaning of Freedom, suggerisce che il minimo richiesto ad un planter per poter essere definito tale fosse di 20 schiavi. Nel suo studio sull'area della Black Belt nelle contee dell'Alabama, Jonathan Weiner ha definito i planters come proprietari terrieri, piuttosto che di schiavi. Un planter, per Weiner, era colui che aveva un ricavo annuo di almeno 10.000 dollari dalla sua piantagione nel 1850 ed almeno 32.000 nel 1860, costituendo pertanto l'8% dei proprietari terrieri. Nel suo studio sulla Georgia meridionale, Lee Formwalt definisce i planters in termini di grandezza della terra piuttosto che in numero di schiavi posseduti. Per Formwalt essi costituivano il 4,5% dei proprietari terrieri, ovvero coloro che traevano 6000 dollari annui dalle loro coltivazioni nel 1850 e 24.000 dollari o più nel 1860 e più di 110.000 dollari annui nel 1870. Nel suo studio sulla contea di Harrison, nel Texas, Randolph B. Campbell classifica i grandi planters come proprietari di almeno 20 schiavi, mentre i piccoli planters sono coloro che hanno da 10 a 19 schiavi. Nelle contee di Chicot e Phillips, in Arkansas, Carl H. Moneyhon ha definito grandi planters i proprietari di 20 schiavi e più e con il possesso di 4000 metri quadrati di terreno.
Molte furono le opere di memoria, spesso nostalgiche, del periodo dei planters nel sud. Ad esempio, James Battle Avirett, che crebbe nella Avirett-Stephens Plantation nella contea di Onslow, Carolina del Nord e divenne poi cappellano episcopale per l'esercito confederato nel corso della guerra civile americana, scrisse e pubblicò l'opera The Old Plantation: How We Lived in Great House and Cabin before the War nel 1901. Tali memorie spesso includevano ricordi delle esperienze vissute in chiave anti-moderna nella "grande casa" con una famiglia allargata.

### Supervisore
Nelle piantagioni più grandi vi era un supervisore che rappresentava il proprietario terriero nella gestione quotidiana del possedimento. Solitamente ritratto come un personaggio rozzo, maleducato e di infimo ordine, era sostanzialmente un borghese che portava avanti il compito non sempre facile di far fruttare la produzione agricola e nel contempo controllare il lavoro degli schiavi.

## Colture da piantagione
Le colture coltivate nel periodo antebellico negli Stati Uniti comprendevano cotone, tabacco, zucchero, indaco, riso e, seppur in minor quantità, ocra, yam, patate dolci, arachidi e cocomeri. Dalla fine del XVIII secolo, la maggior parte dei planters dell'Alto Sud si dedicarono quasi esclusivamente al tabacco o alle colture miste.
Nella parte meridionale della Carolina del Sud, già prima della Rivoluzione americana, i planters avevano centinaia di schiavi (nelle città e nei villaggi, le famiglie avevano anche schiavi come propri servitori). Lo sviluppo del XIX secolo nel Profondo Sud delle coltivazioni di cotone dipendettero essenzialmente dal modello dell'area di Chesapeake Bay con dozzine se non centinaia di schiavi impiegati.

## Architettura e paesaggi delle piantagioni
L'antebellum architecture (architettura precedente al periodo della guerra civile americana) ha portato numerosi esempi nelle "plantation houses", le grandi residenze padronali dove i planters vivevano con le loro famiglie, all'interno delle piantagioni stesse. Col tempo infatti anche le piantagioni iniziarono ad ispirarsi nei loro elementi architettonici a quanto visto nelle aree colonizzate delle città. Gran parte degli edifici venivano però costruiti per mitigare il clima caldo subtropicale e fornire frescura naturale oltre che un luogo riparato dove risiedere e sostare o conservare i prodotti.
Tra i primi edifici abbinati a piantagioni si trovano quelli della Louisiana meridionale ad opera dei francesi. Utilizzando stili e concetti di costruzione appresi nei Caraibi, i francesi crearono molte grandi case di piantagione a New Orleans. L'architettura creola-francese iniziò a svilupparsi attorno al 1699 e perdurò sino a tutto l'Ottocento. 
Nel Lowcountry della Carolina del Sud e della Georgia, lo stile dogtrot iniziò a prendere piede per mitigare appunto il clima di quelle regioni. I planters più ricchi della Virginia coloniale costruirono le loro case sul modello dello stile georgiano, come nell'esempio della casa padronale della Shirley Plantation. Nel XIX secolo, lo stile neogreco divenne altrettanto popolare nel Profondo Sud.
Piante comuni e alberi facevano parte del panorama delle piantagioni, in particolare la quercia e la magnolia. Entrambe queste piante erano native degli Stati Uniti meridionali e sono divenuti col tempo dei simboli stessi del vecchio sud. Alla maniera spagnola, venivano realizzati dei sentieri alberati che portavano alle piantagioni, dando un'idea maestosa al complesso. Le piantagioni avevano anche dei propri giardini e/o orti che venivano curati direttamente dai planters con l'assistenza dei loro schiavi e lavoratori.